# Tiny Mulder

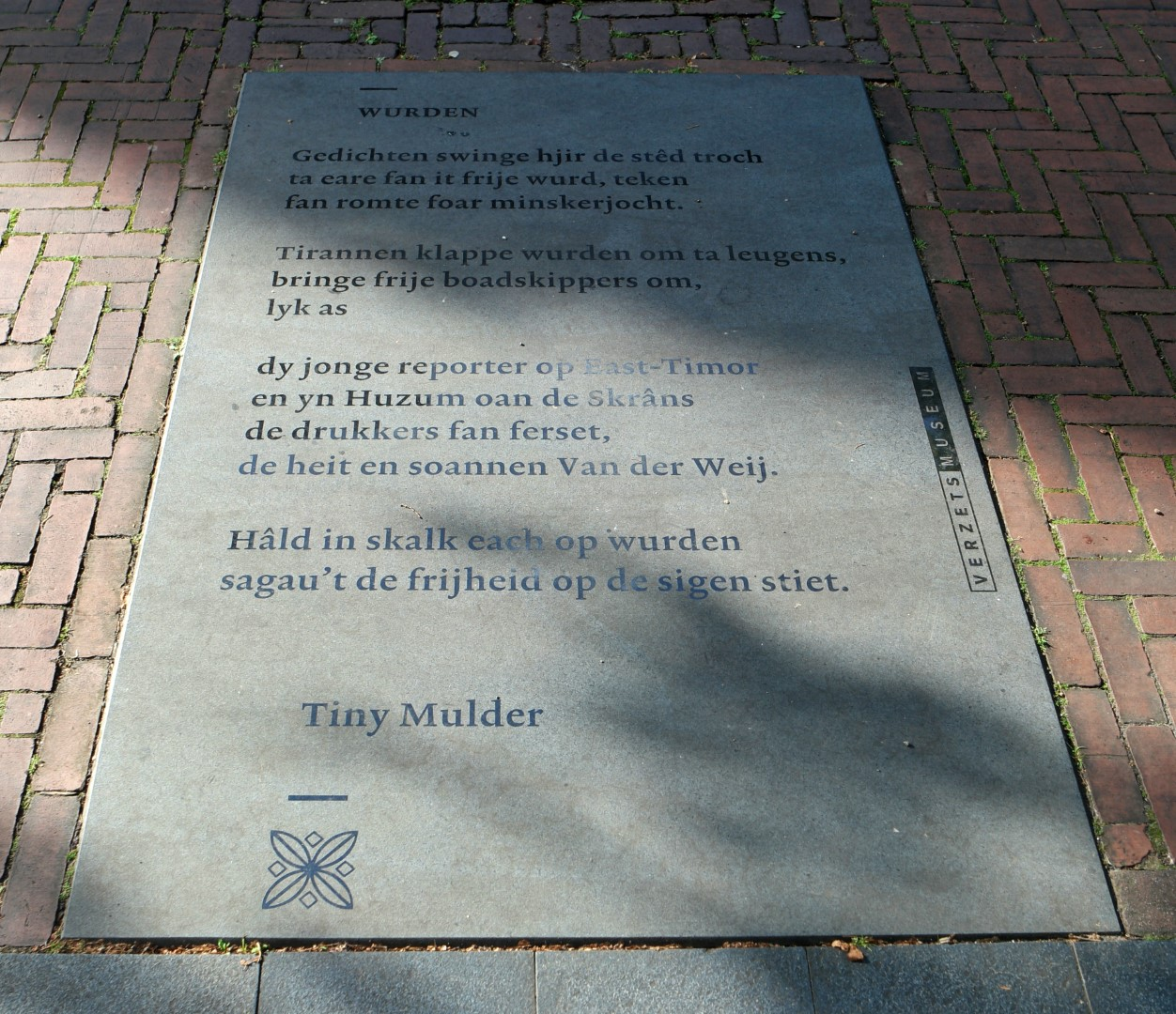
Poëzieroute Leeuwarden, steen op de Turfmarkt.

Tiny Mulder (Beetsterzwaag, 2 april 1921 – Jellum, 4 november 2010) was een verzetsvrouw, journaliste bij het Friesch Dagblad, schrijfster en dichteres.
In de Tweede Wereldoorlog was ze actief bij het Friese verzet. Hier hielp ze onderduikers aan een onderkomen, en werkte als koerierster. Ze kreeg de Medal of Freedom onderscheiding met Silver Palm in 1946 van de Amerikaanse regering. Postuum werd haar de Israëlische Jad Vasjem onderscheiding toegekend in 2011.
Later stond ze bekend als een van de belangrijkste Friese dichters van na de oorlog. Tevens was ze journaliste, schreef twee romans, kinderboeken en hielp boeken te vertalen. 
In haar roman Tin iis (in vertaling uitgegeven als Gevaarlijk ijs) verwerkte ze haar herinneringen aan haar koerierswerk.
In 1986 kreeg Tiny Mulder de Gysbert Japicxpriis voor haar hele oeuvre.
- Biografisch Portaal: 60334876
- Digitale Bibliotheek voor de Nederlandse Letteren: muld018
- Gemeinsame Normdatei: 118928376
- International Standard Name Identifier: 0000 0000 2694 7877
- Library of Congress Control Number: n82256639
- Nederlandse Thesaurus van Auteursnamen: 068614675
- Virtual International Authority File: 45666021
- WorldCat: E39PBJtcDBmY3cTgJbXDrJBXVC